# Вулкан Перетолчина
Вулкан Перетолчина (рос. Вулкан Перетолчина) — мертвий вулкан в долині Хі-Гол в Республіці Бурятія, розташований за 3 км від іншого вулкана під назвою Кропоткіна. Підстава вулкана знаходиться на висоті 1970 м, діаметр кратера 140 м, глибина 30 м. На дні кратера знаходиться холодне озеро діаметром близько 10 м. Верхня частина вулкана, а також зовнішні та внутрішні схили заростають чагарниками та хвойними лісами з ялини та модрини. Навколо вулкана в деяких місцях затверділа лава на поверхні.
Вулкан названий на честь вченого і дослідника Сергія Павловича Перетолчина з Іркутська, який загинув неподалік за загадкових обставин.